# فرودگاه فیتسانولوک
 فرودگاه فیتسانولوک (به انگلیسی: Phitsanulok Airport) یک فرودگاه همگانی با کد یاتا PHS است که یک باند فرود آسفالت دارد و طول باند آن ۳۰۰۰ متر است. این فرودگاه در شهر فیتسانولوک کشور تایلند قرار دارد و در ارتفاع ۴۷ متری از سطح دریا واقع شده است.

## شرکت‌های هواپیمایی و مقصدهای پروازی
| شرکت‌های هواپیمایی | مقصدهای پروازی |
| ----------------- | -------------- |
| Nok Air           | دن موئنگ       |
| کان ایر           | چیانگ مای      |
| تای ایرآسیا       | دن موئنگ       |
| Thai Lion Air     | دن موئنگ       |